# 考試院 (旅館)
考试院(고시원)，也称考试tel(고시텔 / gositel) ，是一种韩国专门为考试的人群准备的自修室加出租房。自1980年代开始出现。它的特点是租金低、租期弹性以及不需要付保证金。 考试院房间空间狭小，仅能容纳一人，有一张单人床、一张书桌、一个书柜和衣柜，有些地方也会免费提供白饭与泡菜给房客食用。也有并不打算参加考试的收入拮据者选择入住考试院。由于人口密度大、走廊狭窄、一些房间没有窗户而存在消防隐患，一旦发生火灾则有可能造成大量死亡。一些业主还增加了网吧的属性发展成“赛博考试院”(cyber gositel)。